# Бюрен (округ)
Бюрен (нем. Büren) — бывший округ в Швейцарии в составе кантона Берн. Центр округа — город Бюрен-на-Аре.
С 2010 года большинство коммун округа вошли в состав округа Зеланд, за исключением коммун Ленгнау, Майнисберг и Питерлен, вошедших в округ Биль/Бьен.

## Коммуны округа
| Герб           | Коммуна        | Население (2007) | Площадь км² | Официальный код |
| -------------- | -------------- | ---------------- | ----------- | --------------- |
| Арх            | Арх            | 1588             | 6,4         |                 |
| Бусвиль-Бюрен  | Бусвиль-Бюрен  | 1944             | 3,1         |                 |
| Бюрен-на-Ааре  | Бюрен-на-Аре   | 3177             | 12,7        |                 |
| Бюэтиген       | Бюэтиген       | 787              | 3,6         |                 |
| Венги          | Венги          | 586              | 7,1         |                 |
| Дисбах-Бюрен   | Дисбах-Бюрен   | 843              | 6,3         |                 |
| Дотциген       | Дотциген       | 1321             | 4,3         |                 |
| Ленгнау        | Ленгнау        | 4462             | 7,3         |                 |
| Лойциген       | Лойциген       | 1160             | 10,3        |                 |
| Майенрид       | Майенрид       | 57               | 0,7         |                 |
| Майнисберг     | Майнисберг     | 1205             | 4,4         |                 |
| Обервиль-Бюрен | Обервиль-Бюрен | 771              | 6,7         |                 |
| Питерлен       | Питерлен       | 3299             | 8,3         |                 |
| Рюти-Бюрен     | Рюти-Бюрен     | 842              | 6,5         |                 |
|                | Итого (14)     | 22 042           | 87,7        |                 |